# 加賀大介
加賀 大介（かが だいすけ、1914年〈大正3年〉10月1日 - 1973年〈昭和48年〉6月21日）は、石川県能美郡根上町（現能美市）生まれの作詞家。出生名・中村 義雄。後に本名をペンネームの一つでもあった加賀大介に改名。

## 「栄冠は君に輝く」の作詞
1948年に朝日新聞が募集した全国高等学校野球選手権大会の大会歌に、婚約者（後に妻）であった当時23歳の金沢地方貯金局職員・高橋道子（結婚後は中村道子）の名前を借りて「加賀道子」の筆名で応募し、5,252篇の中から選ばれた。この歌は『栄冠は君に輝く』として知られる。
妻の名前を借りて応募したのは、当時加賀が短歌や演劇の会を主宰し、脚本を書いていたプロの文筆家であったため「懸賞金目当て」と思われるのが嫌だったからである。賞金は5万円で、当時の公務員給与の約10倍以上であった。加賀に「絶対本当のことを言っちゃだめだ」と言われた高橋はそれに従い、新聞記者に作詞のきっかけを質問されても「スポーツが好きですから」と取り繕ったという。
そのため、発表当初は「加賀道子作詞・古関裕而作曲」と表記されていたが、1968年の第50回大会を機に加賀は真相を公表し、晴れて「加賀大介作詞・古関裕而作曲」と表記されるようになった。
加賀自身は16歳の時に野球の試合による怪我がもとで右足の膝から下を切断したこともあり野球への想いが強く、自宅前の浜小学校で子供たちの野球をする様子をよく見ていたという。生涯唯一度も甲子園に行ったことはなかったが、妻の道子は加賀の没後に大会に招かれた際に作曲者の古関裕而から「いい歌詞ですね」と言われたという。

## エピソード
- 加賀にまつわる都市伝説として、「松井秀喜（星稜高卒業。巨人、ヤンキース、アスレチックスでプレー。2013年国民栄誉賞受賞）は、加賀さんの生まれ変わりなのではないか」というものがある。その理由として、松井が加賀と同じ石川県能美郡根上町出身であること、加賀の死からほぼ1年後に松井が生まれていること、血液型も同じということがある。前世において加賀が野球をしたくてもできなかった無念を、松井秀喜として生まれた現世においてフィールドでのびのびとプレーして晴らしているのだ、などと言われているらしい。読売巨人軍創立60周年の特別番組（司会・明石家さんま）が日本テレビで放映されたがその番組の中でも「生まれ変わり説」が紹介されていた。
  - なお、松井は、巨人時代の1996（平成8）年5月23日に、当時阪神にいた古溝克之からサヨナラホームランを打っている（球場は福岡ドーム=現ヤフオクドーム=だった）。なお、古溝は、高校球児時代、福島県立福島商業高校から甲子園出場も果たしている。福島商業は「栄冠は君に輝く」の作曲者・古関裕而の母校である。
- 妻の道子（松江安見の大姪）は松井が甲子園で活躍した年に松井宅を訪れ、松井から「この歌、大好きです」と言われたという。
- 加賀の長女（淑恵）は、松井秀喜の出身校である浜小学校の校長を務めている（2012年現在）。
- 加賀の長男（森一）のホームページに「大会歌記念碑」について書かれているページがある。
- 加賀の二人の内孫（一樹、夏野）は祖父加賀大介のことを「雲のおじいちゃん」と呼んでいる。

## 演じた俳優
- 松崎謙二 - 映画『ああ栄冠は君に輝く』（2018年公開）[5]

- 寺内崇幸 - NHK連続テレビ小説『エール』第100話「栄冠は君に輝く」（2020年10月放送） ※加賀をモデルとした「多田良介」役として